# دریاچه لاری
دریاچه لاری یک دریاچه در شهرستان ایسانتی در دولت ایالات متحده از ایالت مینه سوتا است.
دریاچه لاری به دلیل نام صاحب اول آن H.A.Lory نام گذاری شده است.